# Vier-Märkte-Weg
Der Vier-Märkte-Weg 612 ist ein Rundwanderweg im westlichen Waldviertel in Niederösterreich.
Der knapp 70 Kilometer lange Wanderweg verbindet die Stadt Groß Gerungs mit den drei Märkte Rappottenstein, Schönbach und Arbesbach. Gleichzeitig führt er zu den interessantesten Stellen in diesen Gemeinden. Wenn man diese auslässt, kann der Weg auch in knapp 60 km bewältigt werden. Höhepunkte am Weg sind die Burg Arbesbach und die Burg Rappottenstein.
Als der Wanderweg in den 1970er Jahren angelegt wurde, war Groß Gerungs eine Marktgemeinde und wurde im Jahre 1983 zur Stadt erhoben. Der Name des Wanderweg wurde nicht geändert.